# Richard Heighway
Richard Heighway (marzo 1832 – 10 ottobre 1917) è stato un illustratore britannico noto per i suoi disegni in bianco e nero delle Favole di Esopo.
Il suo lavoro è stato influenzato dall'illustratore inglese Walter Crane.

## Biografia
I lavori pubblicati di Heighway comprendono: The Story of the Three Bears, McLoughlin Bros. 1880; Le favole di Æsop, Joseph Jacobs (ed. ), MacMillan & Co. 1894; e Barbablù e il gatto con gli stivali, serie Banbury Cross, Dent 1895.